# ガーフィールド郡 (モンタナ州)
ガーフィールド郡（英: Garfield County）は、アメリカ合衆国モンタナ州の中央部東に位置する郡である。2010年国勢調査での人口は1,206人であり、2000年の1,279人から5.7％減少した。郡庁所在地はジョーダン（人口343人）であり、同郡で人口最大の自治体でもある。
ガーフィールド郡はティラノサウルスの世界でも大きな標本のうち4つ（1994年時点）が発見され発掘された所として名高い。この恐竜の頭骨がガーフィールド郡博物館に展示されている。

## 地理
アメリカ合衆国国勢調査局に拠れば、郡域全面積は4,848平方マイル (12,556.3 km2)であり、このうち陸地は4,668平方マイル (12,090.1 km2)、水域は179平方マイル (463.6 km2)で水域率は3.70％である。平均人口密度は0.1058 人/km² (0.274人/平方マイル) であり、アラスカ州を除けば、国内の郡で3番目に小さい（さらに小さいのはテキサス州ラビング郡とネバダ州エスメラルダ郡）。

### 主要高規格道路
- モンタナ州道22号線
- モンタナ州道59号線
- モンタナ州道24号線

### 隣接する郡
- フィリップス郡 - 北西
- バレー郡 - 北
- マコーン郡 - 東
- プレーリー郡 - 東
- カスター郡 - 南東
- ローズバッド郡 - 南
- ペトローリアム郡 - 西

### 国立保護地域
- チャールズ・M・ラッセル国立野生生物保護区（部分）

## 政治
ガーフィールド郡は共和党の強固な地盤である。モンタナ州内でもまた国内でも共和党色の強い方の郡である。
この郡で民主党の大統領候補が制したのは1940年のフランクリン・ルーズベルトが最後になっている。最近5回の大統領選挙でも、民主党候補は16％以上の得票ができなかった。2000年の大統領選挙ではジョージ・W・ブッシュが87％を獲得したのに対し、民主党のアル・ゴアは8％しか取れなかった。2004年の選挙では、ジョージ・W・ブッシュに90.08％、ジョン・ケリーに7.94％だった。さらに2008年の場合でも、ジョン・マケイン上院議員が82.3％を獲得し、バラク・オバマ上院議員は15.1％に留まった。
ガーフィールド郡は地元の政治でも共和党支持である。民主党の現職知事ブライアン・シュバイツァーはこの郡で38％以上を獲得したことがない。また他の民主党知事候補についても長年この郡を制したことが無い。州議会上院の第15選挙区、下院の第30選挙区に属しているが、どちらも共和党員の議員が務めている。

## 人口動態
以下は2000年の国勢調査による人口統計データである。
| 基礎データ - 人口: 1,279人 - 世帯数: 532 世帯 - 家族数: 366 家族 - 人口密度: 0人/km2（0人/mi2） - 住居数: 961軒 - 住居密度: 0軒/km2（0軒/mi2） 人種別人口構成 - 白人: 99.14% - アフリカン・アメリカン: 0.08% - ネイティブ・アメリカン: 0.39% - アジア人: 0.08% - 太平洋諸島系: 0.08% - 混血: 0.23% - ヒスパニック・ラテン系: 0.39% 先祖による構成 - ドイツ系：25.9％ - イギリス系：15.4％ - アメリカ人：14.4％ - スコットランド系：8.1％ - アイルランド系：8.1％ - ノルウェー系：6.7％ - スコットランド・アイルランド系：5.5％ 年齢別人口構成 - 18歳未満: 24.5% - 18-24歳: 7.1% - 25-44歳: 23.3% - 45-64歳: 25.8% - 65歳以上: 19.3% - 年齢の中央値: 42歳 - 性比（女性100人あたり男性の人口） - 総人口: 106.6 - 18歳以上: 103.4 | 世帯と家族（対世帯数） - 18歳未満の子供がいる: 28.8% - 結婚・同居している夫婦: 60.3% - 未婚・離婚・死別女性が世帯主: 4.5% - 非家族世帯: 31.2% - 単身世帯: 28.2% - 65歳以上の老人1人暮らし: 13.5% - 平均構成人数 - 世帯: 2.38人 - 家族: 2.93人 収入と家計 - 収入の中央値 - 世帯: 25,917米ドル - 家族: 31,111米ドル - 性別 - 男性: 20,474米ドル - 女性: 14,531米ドル - 人口1人あたり収入: 13,930米ドル - 貧困線以下 - 対人口: 21.15% - 対家族数: 16.7% - 18歳未満: 27.9% - 65歳以上: 17.4% |

## 都市と町

### 町
- ジョーダン - 郡庁所在地

### その他の町
- ブルセット
- コーハーゲン
- モスビー
- サンドスプリングス